# ワイドアルミ
株式会社ワイドアルミは、横浜市戸塚区舞岡町にあるサッシ・エクステリア、外構の設計・施工、およびリフォーム工事全般を行う会社。神奈川県知事　許可（般‐30）第85218号。横浜F・マリノスのオフィシャルスポンサー。

## 沿革
- 2006年（平成18年）9月 - 神奈川県横浜市瀬谷区三ツ境にて創業。
- 2007年（平成19年）6月 - 神奈川県横浜市栄区上郷町に移転。
- 2011年（平成23年）9月 - 株式会社ワイドアルミとして法人化。
- 2013年（平成25年）11月 - 現在の神奈川県横浜市戸塚区舞岡町に移転。
- 2014年（平成26年）12月 - 事務所横に展示場オープン。
- 2015年（平成27年）9月 - オリジナル基幹ソフト『WOLF』の開発。
- 2016年（平成28年）1月 - MADOショップSUCCESS2016にて全国NO.1グランプリ受賞。
- 2016年（平成28年）8月 - 創立10周年を迎える。
- 2017年（平成29年）7月 - リフォーム産業フェアの有料セミナーで聴講者ランキング１位を獲得。
- 2019年（令和元年）10月 - 第一回ワイドアルミ経営方針発表会を開催。
- 2019年（令和元年）11月 - 資本金1000万へ増資。
- 2020年（令和2年）- エクステリア＆ガーデンデザインブランド『Garden Space Design』の立ち上げ。
- 2020年（令和2年）- プロサッカークラブ横浜F・マリノスとオフィシャルスポンサー契約。
- 2021年（令和3年）- 「庭ゼミ」「窓ゼミ」少人数制でのセミナー・ゼミをスタートさせる。
- 2022年（令和4年）- 月刊誌Wedgeにて、代表の巾竜介が取り上げられる。

## 事業内容
- 『窓と庭が創るデザイン空間』をテーマとして、窓・サッシ、庭・エクステリア・ガーデン、リフォーム全般の設計から施工までを一貫して行っている。

近年は、街並みや商業施設等の空間デザインも手掛けている。

## 主要取引先
- YKK AP
- 三協立山アルミ
- LIXIL
- タカショー
- 四国化成
- マテックス
- セイキ販売
- 日本板硝子
- 東洋工業
- オンリーワンクラブ
- エスビック
- 大信工業
- オイレスECO工業
- 文化シヤッター
- 杉田エース
- エスペランド

## 事業所
- 本社・展示場
  - 神奈川県横浜市戸塚区舞岡町2669